# Grondona
Grondona és un municipi situat al territori de la província d'Alessandria, a la regió del Piemont (Itàlia).
Limita amb els municipis d'Arquata Scrivia, Borghetto di Borbera, Isola del Cantone, Roccaforte Ligure i Vignole Borbera.
Pertanyen al municipi les frazioni de Cá di Lemmi, Chapparolo, Lemmi, Sasso, Sezzella, Torrotta i Variana.

## Galeria fotogràfica

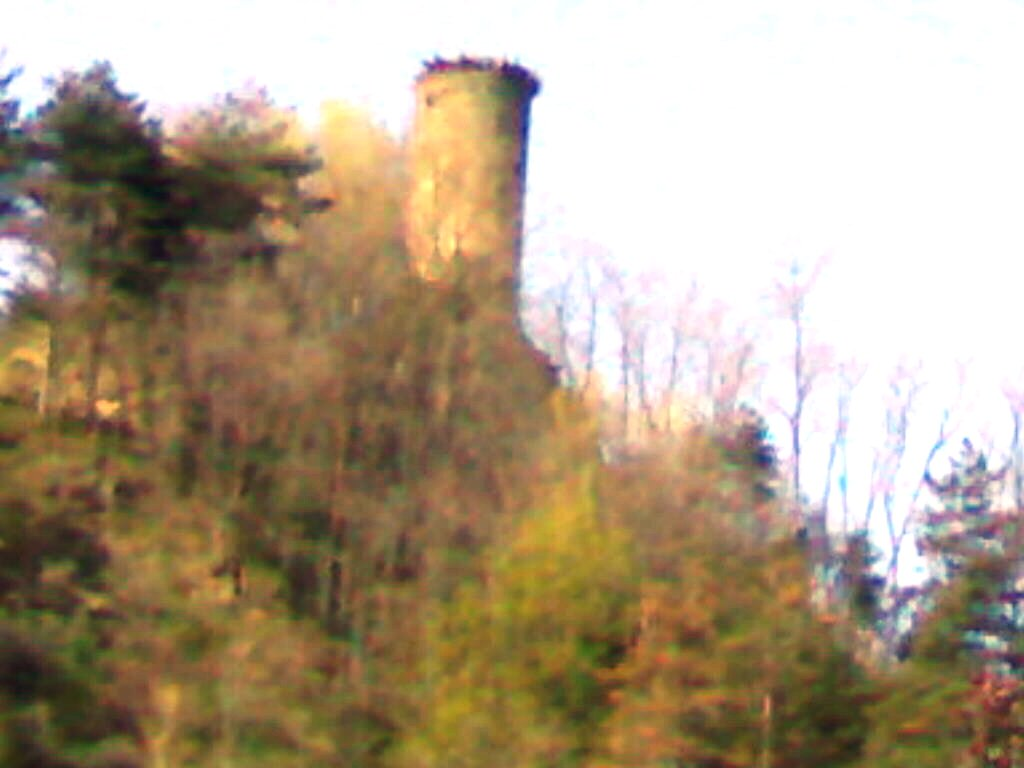
Torre Grondona
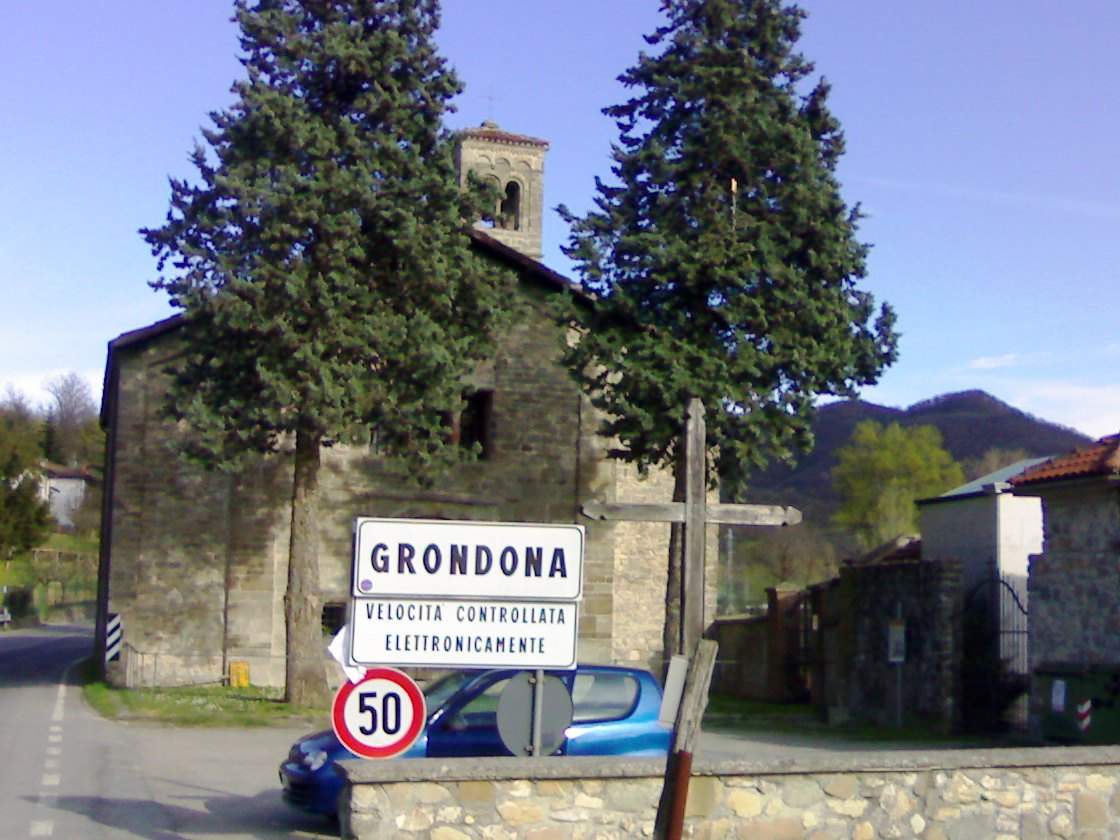
L'església de l'Assumpció